# Sompazol
Sompazol är en ort i Mexiko.   Den ligger i kommunen Atzalan och delstaten Veracruz, i den sydöstra delen av landet, 200 km öster om huvudstaden Mexico City. Sompazol ligger 1 575 meter över havet och antalet invånare är 198.
Terrängen runt Sompazol är kuperad västerut, men österut är den bergig. Runt Sompazol är det ganska tätbefolkat, med 129 invånare per kvadratkilometer. Närmaste större samhälle är Teziutlan, 13,2 km väster om Sompazol. I omgivningarna runt Sompazol växer i huvudsak städsegrön lövskog.